# Karoophasma
Karoophasma är ett släkte av insekter. Karoophasma ingår i familjen Austrophasmatidae.
Kladogram enligt Catalogue of Life:
| Karoophasma | \| \| Karoophasma biedouwensis \| \| \| \| \| \| Karoophasma botterkloofensis \| \| \| \| |
|             | \| \| Karoophasma biedouwensis \| \| \| \| \| \| Karoophasma botterkloofensis \| \| \| \| |
|             | Austrophasma                                                                              |
|             |                                                                                           |
|             | Hemilobophasma                                                                            |
|             |                                                                                           |
|             | Lobophasma                                                                                |
|             |                                                                                           |
|             | Namaquaphasma                                                                             |
|             |                                                                                           |
|             | Karoophasma biedouwensis                                                                  |
|             |                                                                                           |
|             | Karoophasma botterkloofensis                                                              |
|             |                                                                                           |

|  | Karoophasma biedouwensis     |
|  |                              |
|  | Karoophasma botterkloofensis |
|  |                              |